# Image & Form
Image & Form International Aktiebolag är en svensk videospelutvecklare baserad i Göteborg. Grundades av Brjánn Sigurgeirsson 1997 och började med att utveckla mjukvara inom pedagogikämnet innan företaget skiftade till datorspel under 2009. Image & Form är mest känd för sin SteamWorld- serie, som hade sitt senaste släpp SteamWorld Quest: Hand of Gilgamech i april 2019. 
Den 25 januari 2018 meddelade Image & Form att de tillsammans med Zoink, en annan Göteborgsbaserad spelstudio, hade bildat ett nytt moderbolag som heter Thunderful och ett nytt systerföretag som heter Thunderful Publishing som kommer att hjälpa studiorna att studions spel samt även andra spel från andra utvecklare. Image & Form är fortfarande ett separat företag med ett särskilt utvecklingsarbetslag och kommer fortsätta utveckla sina egna spel i SteamWorld-serien. 

## Ludografi
| År   | Titel                            | Plattform (s)                                                                     | Genre (er)                           |
| ---- | -------------------------------- | --------------------------------------------------------------------------------- | ------------------------------------ |
| 2010 | SteamWorld Tower Defense         | Nintendo DSi                                                                      | Realtidsstrategi, tornförsvar        |
| 2011 | Anthill                          | Android, iOS                                                                      | Realtidsstrategi, tornförsvar        |
| 2013 | SteamWorld Dig                   | Linux, Mac OS, Microsoft Windows, Nintendo 3DS                                    | Plattform, action-äventyr            |
| 2014 | SteamWorld Dig                   | PlayStation 4, PlayStation Vita, Wii U                                            | Plattform, action-äventyr            |
| 2015 | SteamWorld Dig                   | Xbox ett                                                                          | Plattform, action-äventyr            |
| 2015 | SteamWorld Heist                 | Nintendo 3DS                                                                      | Vändbaserad strategi, action-äventyr |
| 2016 | SteamWorld Heist                 | iOS, Linux, MacOS, Microsoft Windows, PlayStation 4, PlayStation Vita, Wii U      | Vändbaserad strategi, action-äventyr |
| 2017 | SteamWorld Heist                 | Nintendo Switch                                                                   | Vändbaserad strategi, action-äventyr |
| 2017 | SteamWorld Dig 2                 | Linux, MacOS, Microsoft Windows, Nintendo Switch, PlayStation 4, PlayStation Vita | Plattform, action-äventyr            |
| 2018 | SteamWorld Dig 2                 | Nintendo 3DS                                                                      | Plattform, action-äventyr            |
| 2018 | SteamWorld Dig                   | Nintendo Switch                                                                   | Plattform, action-äventyr            |
| 2019 | SteamWorld Quest: Hand Gilgamech | Nintendo Switch, Microsoft Windows                                                | Rollspel, kortspel                   |